# Première dame de Russie
 (novembre 2015).
Si vous disposez d'ouvrages ou d'articles de référence ou si vous connaissez des sites web de qualité traitant du thème abordé ici, merci de compléter l'article en donnant les références utiles à sa vérifiabilité et en les liant à la section « Notes et références ».
La Première dame de Russie est un titre non officiel donné à l'épouse du président de la fédération de Russie,,. L'épouse du chef de l'État russe est également parfois surnommée « la maîtresse du Kremlin ».
Depuis le divorce de Vladimir Poutine en 2013, ce rôle purement protocolaire est vacant.

## Description
Le titre n'est plus attribué, depuis l'annonce du divorce du président Vladimir Poutine et de son épouse Lioudmila.
Depuis la création de la fédération de Russie, en 1991, trois femmes se sont tenues aux côtés des présidents de la fédération de Russie.
| Portrait | Nom                | Président        | Période                                                         |
| -------- | ------------------ | ---------------- | --------------------------------------------------------------- |
|          | Naïna Eltsina      | Boris Eltsine    | 12 juin 1991 – 31 décembre 1999                                 |
|          | Lioudmila Poutina  | Vladimir Poutine | 31 décembre 1999 – 7 mai 2000 (intérim) 7 mai 2000 – 8 mai 2008 |
|          | Svetlana Medvedeva | Dmitri Medvedev  | 8 mai 2008 – 7 mai 2012                                         |
|          | Lioudmila Poutina  | Vladimir Poutine | 7 mai 2012 – 6 juin 2013                                        |
| Vacant   | Vacant             | Vladimir Poutine | Depuis le 6 juin 2013                                           |